# Australopericoma falcata
Australopericoma falcata är en tvåvingeart som beskrevs av Quate och Brown 2004. Australopericoma falcata ingår i släktet Australopericoma och familjen fjärilsmyggor.
Artens utbredningsområde är Venezuela. Inga underarter finns listade i Catalogue of Life.